# Хайланд (окръг, Вирджиния)
Вижте пояснителната страница за други значения на Хайланд.
Окръг Хайланд (на английски: Highland County) е окръг в щата Вирджиния, Съединени американски щати. Площта му е 1077 km², а населението - 2536 души (2000). Административен център е град Монтерей.